# Let It Happen (альбом Jazz Piano Quartet)
Let It Happen — студийный альбом фортепианного квартета Jazz Piano Quartet, состоящего из Дика Хаймена, Роланда Ханны, Мэриэн Макпартлэнд и Хэнка Джонса. Релиз состоялся в 1974 году на лейбле RCA Records. Пластинка записана в формате квадрофонического звучания; все десять композиций были сымпровизированы и не репетировались.

## Отзывы критиков
| Оценки критиков | Оценки критиков |
| Источник        | Оценка          |
| --------------- | --------------- |
| AllMusic        | [ 2 ]           |

Кен Драйден из AllMusic отметил, что у каждого из четырёх музыкантов, которые в то или иное время играли с Бенни Гудменом, отличный слух, и они могут подстраиваться под ритм остальной группы. В целом же пластинка впечатлила его, и он рекомендовал её всем настоятельно.

## Список композиций
1. «Lover, Come Back to Me» (Зигмунд Ромберг, Оскар Хаммерстайн II) — 2:22
2. «Maiden Voyage» (Херби Хэнкок) — 3:55
3. «Let It Happen» (Этторе Стратта) — 4:21
4. «Watch It!» (Дик Хаймен) — 3:03
5. «Here’s That Rainy Day» (Джимми Ван Хьюзен, Джонни Бёрк) — 4:43
6. «Variations on Scott Joplin’s „Solace“» (Скотт Джоплин, Дик Хаймен) — 3:38
7. «You Are the Sunshine of My Life» (Стиви Уандер) — 3:45
8. «Improvviso» (Дик Хаймен, Роланд Ханна, Мэриэн Макпартлэнд, Хэнк Джонс, Эрик Сати) — 6:48
9. «Warm Valley» (Дюк Эллингтон) — 3:38
10. «How High the Moon» (Морган Льюис, Нэнси Хэмилтон) — 3:00

## Участники записи
- Дик Хаймен — фортепиано, аранжировка
- Мэриэн Макпартлэнд — фортепиано
- Роланд Ханна — фортепиано
- Хэнк Джонс — фортепиано
- Пол Гудман — звукорежиссёр
- Этторе Стратта — продюсер

Все данные взяты из примечаний к альбому.